# 成田市さくらの山
成田市さくらの山（なりたしさくらのやま）は、千葉県成田市駒井野に位置する公園である。

## 概要
成田市さくらの山は、成田国際空港のA滑走路16R至近の高台に位置する。元々ただの空き地で、一部の人にだけ知られていた航空機観覧スポットであった。その後、成田市が新東京国際空港公団（後の成田国際空港株式会社）と土地の無償貸借契約を結んで公園として整備した。地元住民らで組織する「さくらの山管理企業組合」が指定管理者として運営を担当している。
公園の展望デッキからは、A滑走路を離着陸する飛行機を間近で見学する事が出来る。そのため、家族連れや航空ファンが訪れ、スポッティングや撮影が行われる。「ちば眺望100景」の一つにも選ばれている。
公園周辺には、コンビニエンスストアや成田空港交通本社がある。

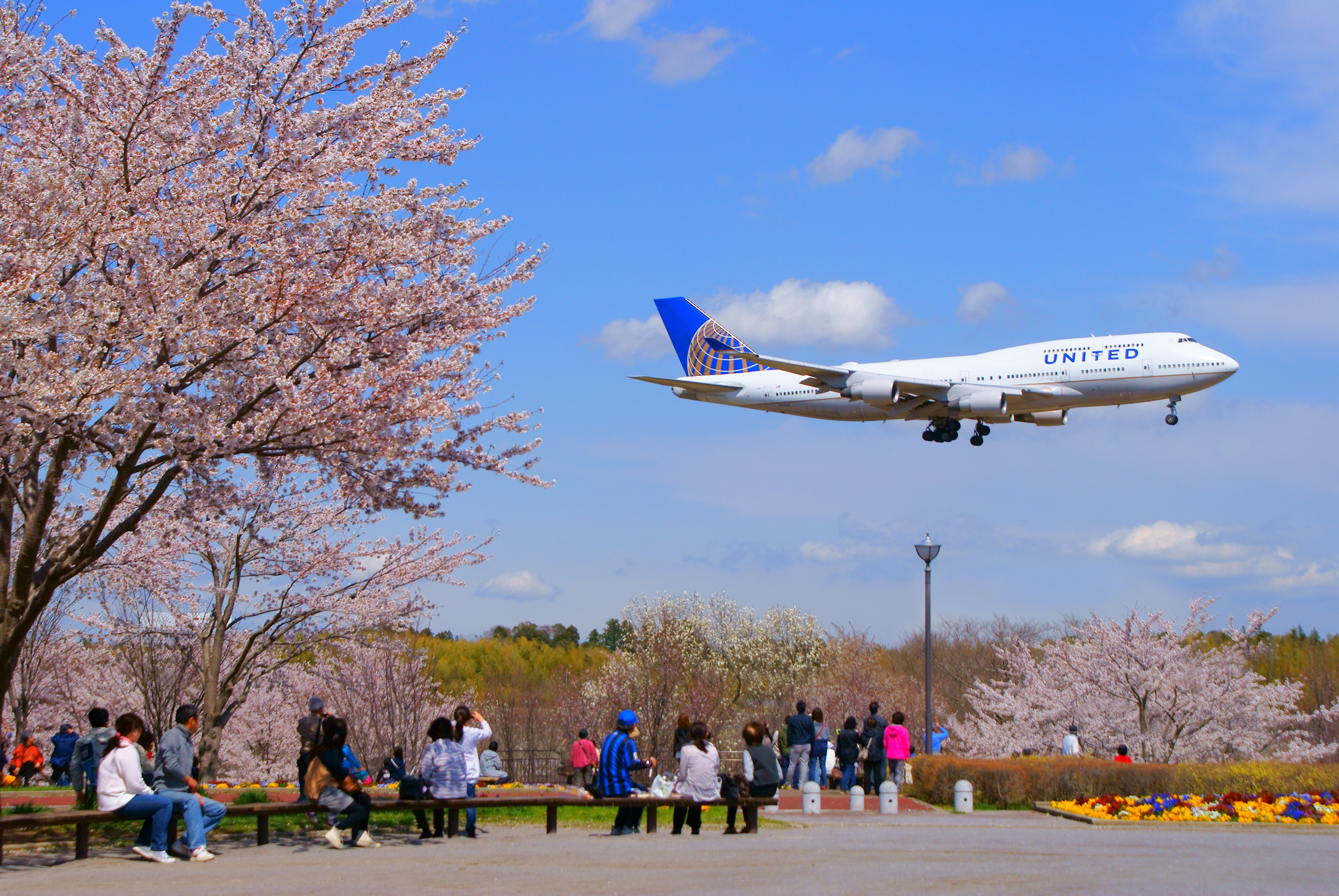
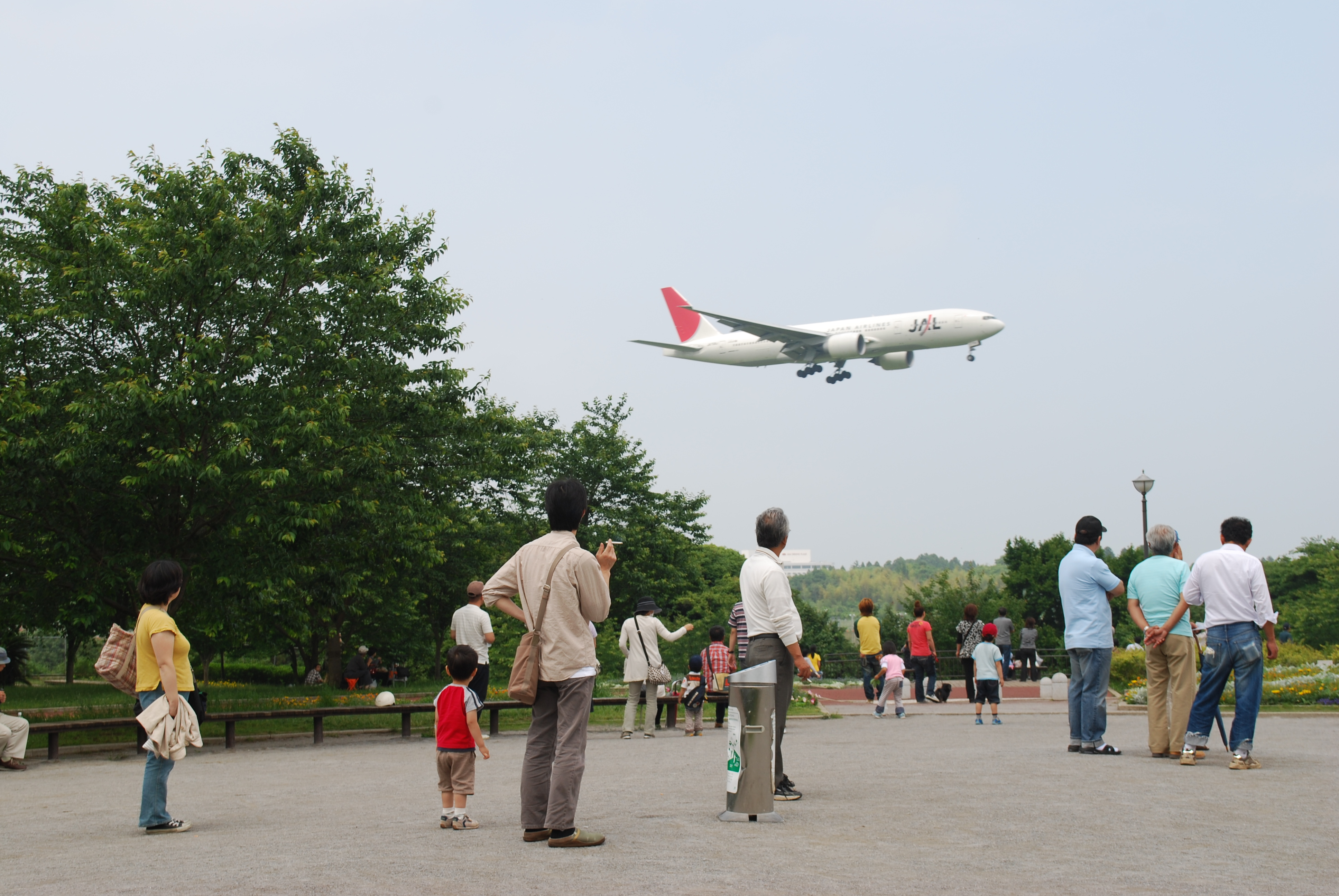

## 沿革
- 2000年（平成12年）4月1日 - 供用開始。
- 2007年（平成19年）4月1日 - 駐車場を約3倍に増設。周辺歩道などを整備。
- 2008年（平成20年） - プレハブ建築の地元産品直売所が開業[2]。
- 2015年（平成27年）3月 - 観光物産館（空の駅 さくら館）オープン。

## 施設概要
- 所在地 - 千葉県成田市駒井野字山ノ台1338-1
- 面積 - 4.9 ha
- 植栽本数 - サクラ類240本、低木類5,300本
- 主な設備 
  - 駐車場123台（無料）
  - ベンチ14基
  - 展望デッキ
  - 照明設備灯
  - トイレ（多目的を含む）他
- 供用開始日 - 2000年（平成12年）4月1日

### 「空の駅 さくら館」

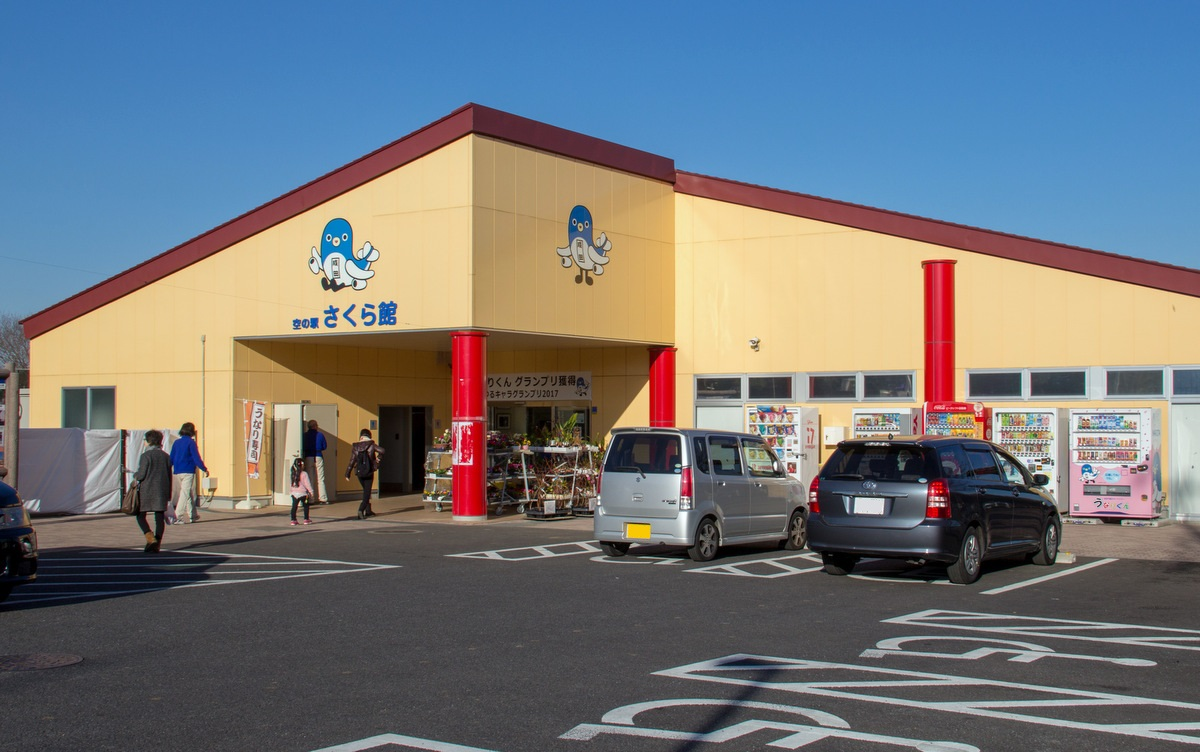
さくら館

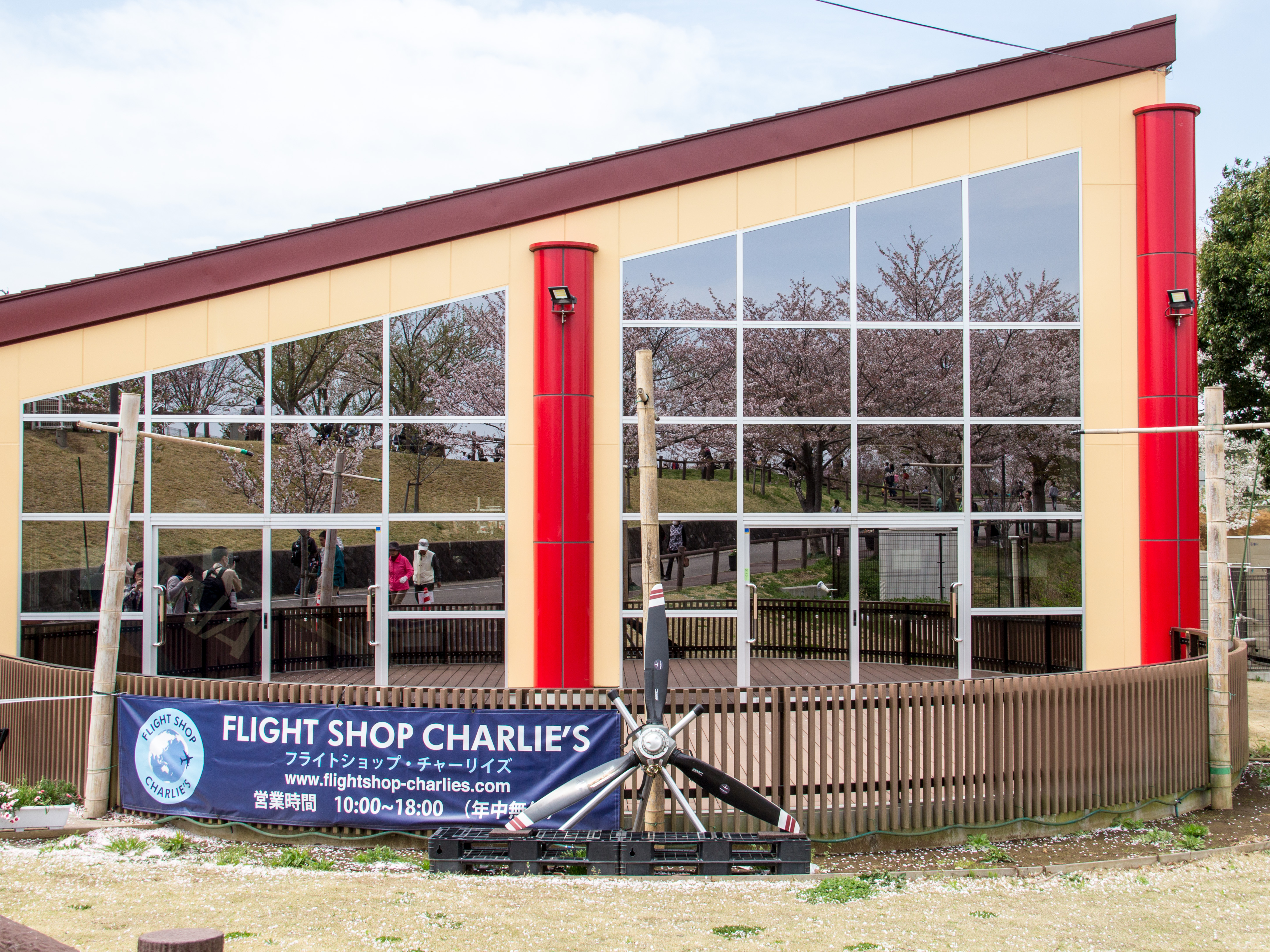
成田市さくらの山公園内のフライトショップ・チャーリイズ

外壁に成田市のゆるキャラ・うなりくんをあしらった観光物産館。
- 主な施設
  - 物販コーナー
    - 地元の特産品が販売され、空港建設によって移転した農家の野菜等も売られる[2]。

  - 観光情報コーナー
  - フライトショップ・チャーリイズ - 航空写真家チャーリィ古庄のオフィシャルショップ
    - フライトカフェ・チャーリイズ - チャーリィ古庄がプロデュースしたレストラン[3]、2019年（平成31年）2月24日閉店[4]。

  - ひょうたん蕎麦 - 上記レストランの後継にオープン[5]。
  - 休憩スペース
  - 授乳室
- 供用開始日 - 2015年（平成27年）3月26日

## 利用時間
- 午前6時〜午後11時

## アクセス
- 自動車でのアクセスが主な手段で、東関東自動車道成田ICから国道295号を通り千葉県道44号成田小見川鹿島港線を南側に行くと到着する。
- JR成田駅からJRバス関東を利用し、「法華塚」バス停下車で徒歩25分。または、同じくJRバス関東運行の航空科学博物館・成田空港貨物管理ビル前行（平日・休日とも５往復）を利用して、「さくらの山」下車すぐ。
- 京成電鉄京成成田駅東口・成田市役所から「成田市コミュニティバス」（千葉交通運行）津富浦ルートを利用し、「さくらの山」バス停下車徒歩すぐ
- 成田空港第2旅客ターミナル1F到着ロビー28番Aのりばから成田空港交通・さくらの山線（2015年3月7日新設）またはそらまる線（2021年4月29日新設、土休日限定）を利用し、「さくらの山」バス停下車徒歩すぐ

※JRバス関東の法華塚バス停を発着する路線は1時間あたりおよそ2本（約30分間隔）に設定されているが、その他の路線は1日数本しか発着しないので注意されたい。